# Ellesmerův ostrov
Ellesmerův ostrov (anglicky Ellesmere Island, francouzsky Île d'Ellesmere, inuktitutsky Umingmak Nuna) leží v severní části ostrovů královny Alžběty v Severním ledovém oceánu. S rozlohou 196 235 km² je třetím největším ostrovem Kanady a desátým největším ostrovem světa. Jižní část ostrova je tvořena starými horninami Kanadského štítu. Severní část je druhohorního stáří a byla vyvrásněna v důsledku pohybu severoamerické desky k severu. Název ostrova v eskymáckém jazyce inuktitut znamená země pižmoňů.

## Osídlení
Ostrov je součástí kanadského teritoria Nunavut a v roce 2001 zde trvale žilo 168 obyvatel. Na severovýchodním výběžku ostrova se nachází nejsevernější trvale osídlené místo na Zemi, osada Alert.